# Sebastián Báez
Sebastián Báez (n. 28 decembrie 2000, San Martín, Buenos Aires, Buenos Aires, Argentina) este un jucător profesionist de tenis din Argentina. Cea mai bună clasare a carierei la simplu a fost locul 31 mondial (23 Februarie 2025). El a disputat finala turneului de tenis de la Roland Garros la juniori în 2018, fiind și cel mai bine cel mai bine clasat junior în clasamentul combinat ITF în același an.

## Legături externe
- en Sebastián Báez la Association of Tennis Professionals